# Sergei Nikulin
Sergei Nikulin, född 1 januari 1951 i Dusjanbe, Tadzjikiska SSR, Sovjetunionen, är en sovjetisk fotbollsspelare som spelade mer än 300 matcher för Sparatak Moskva och som tog OS-brons i fotbollsturneringen vid de olympiska sommarspelen 1980 i Moskva.

### Fotnoter
1. ↑  ”Football at the 1980 Moskva Summer Games: Men's Football”. Sports-reference.com. Arkiverad från originalet den 6 oktober 2014. https://web.archive.org/web/20141006131506/http://www.sports-reference.com/olympics/summer/1980/FTB/mens-football.html. Läst 22 april 2016.